# 이유있는 밤
《이유있는 밤》은 대한민국의 KBS 2TV에서 방송됐던 텔레비전 예능 프로그램이다.

## 기획 의도
새로운 대결 형식의 토크 버라이어티 프로그램이다.

## 방송 일정
- KBS 2TV - 2001년 11월 5일 ~ 2002년 10월 21일 : 매주 월요일 밤 11시 ~ 12시 10분

## 역대 진행자
- 이휘재
- 송은이
- 유재석

## 참고 사항
- 2001년 가을 개편 이후부터 매주 월요일 밤 11시에 방영되었다.
- 그러나 불과 1년만인 2002년 가을 개편때 폐지되었다.

## 같이 보기
- 토크쇼
- 서세원쇼 (화요일)
- 야!한밤에 (수요일)
- 해피투게더 (목요일)

| KBS 2TV 월요일 밤 11시대 프로그램                      | KBS 2TV 월요일 밤 11시대 프로그램                | KBS 2TV 월요일 밤 11시대 프로그램                |
| 이전 작품                                              | 작품명                                           | 다음 작품                                        |
| ------------------------------------------------------ | ------------------------------------------------ | ------------------------------------------------ |
| 시사난타 세상보기 (2001년 4월 30일 ~ 2001년 10월 29일) | 이유있는 밤 (2001년 11월 5일 ~ 2002년 10월 21일) | 러브스토리 (2002년 10월 28일 ~ 2003년 10월 20일) |